# Satous rudis
Satous rudis är en stekelart som beskrevs av Henry Keith Townes, Jr. 1970. Satous rudis ingår i släktet Satous och familjen brokparasitsteklar. Inga underarter finns listade i Catalogue of Life.